# Карт-Бланш (учения)
Карт-бланш (фр. Carte blanche — букв. «белая/пустая карта») — тактические войсковые учения НАТО, проведенные в конце июня 1955 года с имитацией применения ядерного оружия на территории Западной Германии. В учениях принимали участие около 3000 самолетов стран-участников НАТО из Канады, Дании, Греции, Франции, Норвегии, Великобритании и Соединенных Штатов Америки. Это было крупнейшее войсковое учение стран альянса со времени Второй мировой войны. В учениях имитировалось применение тактического ядерного оружия  против аэродромов и пехотинцев предполагаемого противника.
Результаты учений породили сомнения в осмысленности стратегии ядерного сдерживания, так как американская армия планировала наносить ядерные удары по территории, которую она предположительно защищала.